# All the Brothers Were Valiant
All the Brothers Were Valiant (Todos os Irmãos Foram Valentes PT) é um filme mudo de drama romântico norte-americano de 1923 estrelado por Lon Chaney. O filme foi produzido e distribuído pela Metro Pictures e dirigido por Irvin Willat. No elenco contou com Malcolm McGregor, Billie Dove e Robert McKim. Como o próprio estado de conservação é classificado como desconhecido, o filme é agora considerado perdido.
All the Brothers Were Valiant foi refeito por MGM como Across to Singapore (Procelas do Coração BR), em 1928 com Joan Crawford, e foi refeito novamente em 1953, como All the Brothers Were Valiant.

## Elenco
- Malcolm McGregor - Joel Shore
- Billie Dove - Priscilla Holt
- Lon Chaney - Mark Shore
- William Orlamond - Aaron Burnham
- Robert McKim - Finch
- Bob Kortman - Vorde
- Otto Brower - Morrell
- Curt Rehfeld - Hooper
- William V. Mong - Cook
- Leo Willis - Tom
- Shannon Day